# Gertrud Arndt
Gertrud Arndt (nascuda Gertrud Hantschk; Racibórz, Polònia, 20 de setembre de 1903 – Darmstadt, Alemanya, 10 de juliol de 2000) va ser una fotògrafa i artista visual tèxtil associada amb el moviment de la Bauhaus. És recordada per la seva sèrie pionera d'autoretrats de voltants de 1930.

## Biografia
Nascuda a Racibórz, Polònia (llavors Alta Silèsia), al setembre de 1903, Arndt va iniciar els seus estudis artístics a la Kunstgewerbeschule d'Erfurt, on va estudiar tipografia, dibuix i història de l'art. El seu interès per la fotografia es va desenvolupar mentre treballava en una oficina d'arquitectura, on va aprendre tècniques de la cambra obscura i va començar a fer fotografies per documentar edificis locals. Cap d'aquestes fotografies primerenques no existeix. Gràcies a una beca, va ser alumna de la Bauhaus de 1923 a 1927, on va estudiar amb László Moholy-Nagy, un màxim defensor del valor de l'experimentació amb la fotografia, Wassily Kandinsky i Paul Klee. Arndt inicialment volia estudiar arquitectura; en comptes d'això es va inscriure al taller de teixit, on va estudiar sota la tutela de Georg Muche i Günta Stölzl. La seva catifa més famosa –que no ha sobreviscut– es trobava a l'oficina de Walter Gropius des del 1924. La firma Vorwerk fabricaria el 1994 una altra alfombra seva.
Aquell mateix anys 1927 es va casar amb un estudiant i arquitecte, Alfred Arndt, que va ser nomenat mestre a temps complet del taller de construcció de la Bauhaus a Dessau el 1929. Tot i que ja no era estudiant, Arndt va seguir activa en els esdeveniments de la Bauhaus i es va inscriure al curs de fotografia de Walter Peterhan acabat de crear. Sense feina a temps complet, Gertrude Arndt es va afeccionar a la fotografia i en els següents cinc anys produiria una sèrie de 43 autoretrats i també imatges de les seves amigues, com ara Otti Berger, Wera Meyer-Waldeck o Gunta Stölzl. El 1932, la parella es va traslladar a Probstzella, Turingia, on Alfred va treballar com a arquitecte lliure.
El 1948 es van establir a Darmstadt, ocupada per l'avenç soviètic, i el 1950 van tornar a estar en contacte amb altres antics membres de la Bauhaus. En aquells anys de postguerra, l'interès per la Bauhaus tornà a augmentar ràpidament. El 1979, Arndt va conèixer l'èxit internacional quan les seves fotografies van ser exposades al Museu Folkwang. Va tornar a Dessau el 1994, convidada per la companyia Vorwerk per participar en la nova línia de catifes basades en dissenys exclusivament fets per dones.
Gertud Arndt va morir el juliol del 2000 als noranta-sis anys. Sempre juganera, va suggerir que els seus amics i la seva família «celebressin una alegre festa de la Bauhaus» després de la seva mort.

## Les seves fotografies
La fotografia d'Arndt, oblidada fins a la dècada de 1980, ha estat comparada amb la dels seus contemporanis Marta Astfalck-Vietz i Claude Cahun. Al llarg dels cinc anys en què es va interessar activament per la fotografia, es va capturar a ella mateixa i a les seves amigues en diversos estils, vestits i escenaris de la sèrie coneguda com a Maskenportäts (Retrats amb màscara). Tot i que en aquell moment Arndt es va negar a atribuir cap sentit artístic profund a les seves fotografies, aquestes eren imaginatives i provocatives. Amb els seus vestits, Arndt va crear reinterpretacions lúdiques d'estereotips femenins, com ara la vídua, la socialité o una nena petita, i destaquen per l'audàcia i la desimboltura i també per una ambiqüitat inclasificable.
Angela Connor, que escrivia per a Berlin Art Link, descriu les imatges de Arndt com «des de greus fins a absurdes i fins i tot juganeres». L'estil fotogràfic propi d'Arndt també era únic i desafiava els aspectes habituals de la fotografia modernista, que sovint incloïa angles extrems, mirall constructivista o simplificacions geomètriques. En comptes d'això l'espectador s'enfronta amb Arndt directament, incapaç d'ignorar l'expressió comunicada per la seva cara i els accessoris que l'emmarquen. Avui es considera que Arndt és una pionera de l'autoretrat femení, molt semblant al que avui anomenaríem ‘selfies'. La seva obra va tenir un ressò en la de Cindy Sherman i Sophie Calle.

## Exposició
El gener de 2013, el Bauhaus Museum of Design de Berlín va presentar una exposició de tèxtils i fotografies de Gertrud Arndt.